# 2010年9月民主党代表選挙
2010年9月民主党代表選挙（2010ねん9がつみんしゅとうだいひょうせんきょ）は、2010年（平成22年）9月に行われた民主党代表選挙である。

## 概説
2008年（平成20年）9月8日に無投票で、同職に選出された小沢一郎の任期（2年。2010年9月末日（30日）まで）満了に伴う選挙である。しかし任期中途の代表交代時には、党規約（第11条7項後段）に従って任期延長はなく、このタイミングでの選挙となった。
この選挙は、任期満了の選挙であり、党規約11条7項前段の「任期途中で代表が欠けた場合」ではないので、両院議員総会のみの選挙ではなく、規約が想定する正規の手続き、すなわち党代表選挙規則にもとづく“フル装備”の選挙が行われた。この形態の選挙では、投票権は国会議員のほか地方自治体議会議員、一般党員、サポーターが持つ（詳細は民主党代表選挙#概説を参照）。
菅直人、小沢一郎の2名が立候補した。

## 選挙にいたるいきさつ
政治資金問題により党代表職を退いた小沢は、代表代行として2009年の総選挙を指揮、政権獲得の功績により幹事長に就任する。小沢グループが党内最大派閥に躍進したこともあり、幹事長として党人事や資金繰りなどを一手に引き受けるのみならず、陳情の幹事長室への一元化など国政に関しても権力集中を進め、鳩山由紀夫内閣に対して影響力を行使した。しかしマニフェストと財政の齟齬・鳩山首相や小沢幹事長の政治資金問題・連立相手の社民党、国民新党との摩擦などで内閣支持率は激減し、翌2010年6月に鳩山は内閣総辞職・代表辞任に追い込まれた。同時に小沢も幹事長を退き、「謹慎」を宣言した。
代表選で小沢系の七奉行樽床伸二に大勝した副総理の菅が首相に就任する。菅は小沢への権力集中に批判的であった議員を要職に登用する。また前回総選挙のマニフェストの見直しなど財政健全化路線に切り替え、「政治主導」の修正もはかり、政策に関しても小沢の路線を転換する。内閣支持率は回復したが、財政健全化の一環としての消費税率引き上げへの言及が仇となり、再び内閣支持率が激減。7月の参院選で民主党は惨敗、参院での過半数を失いねじれ国会となった。
参院選で党が大敗すると、小沢および小沢系議員は執行部を批判、代表選への小沢の立候補を促す動きが起こる。鳩山由紀夫の支持を取り付けたことを機に、小沢は自身の立候補を決意した。
小沢の出馬決意を受け、選挙後に党が分裂する危険性が高まったため、鳩山や輿石東が菅と小沢の間を取り持ち、小沢の復権を伴った「トロイカ＋1体制」の確立を菅が了承するのと引き換えに小沢が出馬を辞退する、などの折衷案を提案した。しかし菅が提案を拒否し、交渉は決裂、代表選で2人が争うこととなった。

## 党代表選データ

### 日程
- 公示 - 2010年9月1日
- 地方議員、党員・サポーター票到着締切 - 同11日
- 臨時党大会（代表選挙集会）開票・国会議員投票・結果確定 - 同14日（ザ・プリンス パークタワー東京）

### 立候補者
- 小沢一郎（前民主党幹事長、元代表）
- 菅直人（現職、現内閣総理大臣）

（届出順）

### 党中央代表選挙管理委員会
- 委員長 - 小平忠正（衆議院議員）

### 有権者数とルール
- 国会議員 411人（1人2ポイント、合計822ポイント）
  - 衆議院議員305人、参議院議員106人 - もともとは衆院308名で衆参総計414名であった。しかしこの選挙までに、衆議院の石川知裕が小沢一郎金権問題で逮捕され離党、小林千代美は辞職し、衆参総計412人に減っていた。加えて衆議院議員中島正純は、政治資金収支の不正報告が発覚し、選挙期間中の9月7日に離党した[6]。反対に、形式的に離党しているだけの横路孝弘衆議院議長・西岡武夫参議院議長は、民主党籍があるため一票を行使できる。
  - 国政選挙の党公認予定候補者に現職国会議員と同じ投票権を与える決定もできる（党代表選挙規則4条2項）が、今回は一切そのようなことは行わなかった（一般党員・サポーターの一員としての投票は可能）。
  - 代理投票一切不可。不在者投票も党中央選管の認可をもって認められるが（党代表選挙規則10条10項）今回は誰も申請しなかった。投票日に投票所（ザ・プリンス パークタワー東京）に本人が居ないと投票できない。
  - 単純に、一議員の票に2ポイントを割り当てる。
- 党籍を有する地方自治体議員 2,382人（全部で100ポイント）
  - 前述の日必着で投票の郵送が必要。
  - 全体を一選挙区の比例代表区とみなし、地方議員全員の票をドント式でポイント（総計100）を割り振る。
- 一般党員およびサポーター 342,493人（全部で300ポイント=衆議院小選挙区の数と同じ）
  - 前述の日必着で投票の郵送が必要。
  - 党員・サポーターを居住地で、衆議院小選挙区ごとに振り分ける。その小選挙区で党員・サポーター得票1位を取った候補がポイント（1）総取り[7]。
- 注
  - 地方自治体議員と異なり、地方自治体首長は、民主党員であっても議員としての選挙権はない（一般党員・サポーターの一員としての投票は可能）。
  - 前議員は、もちろん国会議員ないし地方議員としての選挙権はない（一般党員・サポーターの一員としての投票は可能）。

### 推薦人
| 候補者 | 菅直人     | 小沢一郎   |
| ------ | ---------- | ---------- |
| 推薦人 | 渡部恒三   | 赤松広隆   |
| 推薦人 | 岡田克也   | 海江田万里 |
| 推薦人 | 土肥隆一   | 川内博史   |
| 推薦人 | 鉢呂吉雄   | 中山義活   |
| 推薦人 | 玄葉光一郎 | 伴野豊     |
| 推薦人 | 藤村修     | 松野頼久   |
| 推薦人 | 前原誠司   | 三井辨雄   |
| 推薦人 | 中川正春   | 小泉俊明   |
| 推薦人 | 野田佳彦   | 笠浩史     |
| 推薦人 | 長妻昭     | 太田和美   |
| 推薦人 | 牧野聖修   | 岸本周平   |
| 推薦人 | 菊田真紀子 | 田中美絵子 |
| 推薦人 | 岡本充功   | 野田国義   |
| 推薦人 | 藤田一枝   | 皆吉稲生   |
| 推薦人 | 井戸正枝   | 村上史好   |
| 推薦人 | 金森正     | 田中直紀   |
| 推薦人 | 山尾志桜里 | 岩本司     |
| 推薦人 | 江田五月   | 大久保勉   |
| 推薦人 | 北澤俊美   | 那谷屋正義 |
| 推薦人 | 岡崎トミ子 | 前田武志   |
| 推薦人 | 白眞勲     | 川崎稔     |
| 推薦人 | 林久美子   | 武内則男   |
| 推薦人 | 蓮舫       | 谷亮子     |
| 推薦人 | 大河原雅子 | 外山斎     |
| 推薦人 | 石井一     | 米長晴信   |

- 出典
  - 『菅直人 推薦人名簿』（PDF）（プレスリリース）民主党、2010年9月1日。
  - 『民主党代表選挙推薦人名簿 候補者氏名 小沢一郎』（PDF）（プレスリリース）民主党、2010年9月1日。

### 選挙結果
太字は当選者。
|          | 得点数 | 議員票 | 地方票 | 党員票 |
| -------- | ------ | ------ | ------ | ------ |
| 菅直人   | 721点  | 412点  | 60点   | 249点  |
| 小沢一郎 | 491点  | 400点  | 40点   | 51点   |

この結果、菅直人が小沢一郎に勝利し、再選を果たした。菅の任期は2012年（平成24年）9月末日（30日）まで（党規約11条3項）。さらなる再選は制限されていない。

#### 国会議員票詳細
|          | 得票数 |
| -------- | ------ |
| 菅直人   | 206    |
| 小沢一郎 | 200    |
| 無効     | 3      |
| 棄権     | 2      |
| 合計     | 411    |

棄権の2人は西岡武夫参議院議長と横路孝弘衆議院議長と思われる。参院の西岡は小沢の出馬を牽制する一方で投票では棄権することを表明していた。衆院の横路は投票する気はあったが、直前の飛行機故障のため投票時に会場に着くことができなかった。

## 選挙後
菅は｢挙党一致｣を強調していたが、選挙後に成立した菅改造内閣では、小沢グループの閣僚が全員離任し、大方菅支持の議員が就任した。直後に行われた世論調査では内閣支持率が大きく回復し、発足時を上回った。

## 選挙戦における争点

### マニフェストの修正
前年の総選挙で民主党が掲げたマニフェストは、選挙前から財源の裏づけが疑問視されており、鳩山前政権の末期には公約と財源の板挟みの状況を呈していた。前政権で財務大臣を務めていた菅は現実に即したマニフェストの修正を唱えているが、代表時代にマニフェスト政策に当たった小沢はマニフェストの実現に努力すべきだと主張している。

### 政治とカネ
小沢は自身の資金管理団体「陸山会」の土地購入を巡る陸山会事件の刑事訴追について検察審査会の審査を受けている最中であるため、小沢は選挙に出馬するべきではない、との声がある。

## その他
代表選挙の模様は地上波のテレビで放送されたほか、TBSがUstreamで放送した。接続したユニークユーザーは27万人を数え、アジア地域での最高記録となるなど、選挙への関心の高さが示された。